# Pere Pi Calleja
Pere Pi Calleja (Barcelona, 19 de gener de 1907– 11 d'octubre de 1986) va ser un matemàtic català del segle xx.

## Vida
Nascut a Barcelona, el seu pare era el metge Enric Pi Morell natural de Roses, emparentat amb la influent família Pi-Sunyer sent el seu avi Pere Pi i Sunyer. La seva mare Luisa Calleja i Borja natural de Madrid. Va estudiar en una escola pública obtenint les millors qualificacions i el Premi Extraordinari de Batxillerat.
El 1923 va entrar a la Universitat de Barcelona per estudiar Arquitectura i Matemàtiques. El 1928 va obtenir el seu grau de Matemàtiques i va començar a escriure resolucions de problemes. El 1932 també va obtenir el seu grau d'arquitecte.
Les seves qualificacions li van permetre obtenir un lloc docent a la mateixa universitat i un lloc de recerca al Centre d'Estudis Matemàtics del IEC dirigit aleshores per Esteve Terradas. El 1933, gràcies a una beca de la Junta de Ampliación de Estudios, va anar a Berlín, on hi va romandre uns 18 mesos, estudiant amb Issai Schur, Ludwig Bieberbach i Hans Jacob Reissner.
El 1936 va publicar la seva tesi doctoral, dirigida per Esteve Terradas, sobre els problemes de convergència de les integrals depenent d'un mòdul variable. Durant aquests anys posteriors a la seva estança a Berlín, va ser professor a la Universitat de Barcelona i va substituir a Esteve Terradas com a director del Centre d'Estudis Matemàtics.
Pi Calleja va ser sempre actiu en política i, en esclatar la Guerra Civil, va ocupar diferents llocs a la Generalitat de Catalunya, fet que el va obligar a exiliar-se al final de la guerra. Després de passar pel Camp d'Argelers, va anar a París on va donar classes a l'Institut Henri Poincaré i va conèixer Lebesgue, qui el va proposar com a membre de la Société Mathématique de France.
Això no obstant, Julio Rey Pastor li va oferir un lloc docent a la Universidad Nacional de Cuyo a Mendoza (Argentina), creada poc temps abans. Va romandre a l'Argentina fins al 1955, tot i que des de 1949 va passar a la Universidad de La Plata i fent constants viatges per donar classes i conferències per tota Iberoamèrica.
El 1956 va retornar a Espanya, on va obtenir una plaça docent a la Universitat de Múrcia. El 1959 va passar a la Universitat de Saragossa i, finalment, va retornar a Barcelona el 1962, a l'Escola d'Arquitectura de Barcelona, on s'hi va estar fins a la seva jubilació el 1977.
Els seus darrers vint anys van estar fortament condicionats per la malaltia de Parkinson que va anar progressant de forma inexorable. Va morir a Barcelona l'any 1986.

## Principals obres
La seva principal obra, escrita conjuntament amb Julio Rey Pastor i César Trejo, són els tres volums Análisis matemático, apareguts entre 1952 i 1956.
A part d'això, va deixar més de cinquanta articles, escrits en castellà, francès i alemany, sobre integració, sèries numèriques, derivades, equacions funcionals, teoria de la mesura, anàlisi funcional, etc.